# Boubakeur Kaouane
Boubakeur Kaouane (en arabe : بوبكر كعوان) est un judoka algérien né le 3 mai 1971 à Tizi Ouzou, évoluant dans la catégorie des plus de 95 kg.

## Carrière
Boubakeur Kaouane est licencié à la JS Kabylie. Il remporte 2 championnats d'Algérie, est sacré 3 fois champion d'Algérie par équipes ainsi que champion arabe junior et champion maghrébin par équipes.
Boubakeur Kaouane est médaillé d'argent dans la catégorie des plus de 95 kg aux Championnats d'Afrique de judo 1989 à Abidjan et participe aux Championnats du monde de judo 1989 à Belgrade. Aux Championnats d'Afrique de judo 1990 à Alger, il remporte la médaille de bronze dans cette même catégorie ainsi que la médaille d'or par équipes.